# ديانازين
ديانازين هو الاسم الذي أطلقه رون هابارد على مكمل فيتامين يحتوي على الحديد، وفيتامين C، وفيتامينات ب المختلفة، بما في ذلك جرعات كبيرة من النياسين. روّج هوبارد لها كوسيلة للحماية من التسمم الإشعاعي خلال الخمسينات من القرن الماضي، قائلاً إن «ديانازين ينفد من الإشعاع - أو ما يبدو أنه إشعاع. كما أنه يثبت أن الشخص يكون محمي ضد الإشعاع إلى حد ما. كما أنه ينفد وينفد من السرطان الأولي».
في عام 1958، ضبطت إدارة الغذاء والدواء 21000 قرص ديانازين من مركز التوزيع، وهي شركة لها ارتباطات بكنيسة السيانتولوجيا، لأنها وصفت كذبا بأنها وقائية وعلاج لمرض الإشعاع.
تستمر الفيتامينات في لعب دور كبير في السيانتولوجيا لتنقية Rundown والنسخة العلمانية في برنامج ناركونن، حيث يزعم بالمثل أن كميات كبيرة من النياسين والفيتامينات الأخرى، جنبا إلى جنب مع الحرارة في الساونا، يمكن أن تطهر الجسم عن طريق السماح لها بإطلاق السموم المخزنة في الأنسجة الخلوية و «نفادها» أو تحسين التعرض للإشعاع السابق بما في ذلك الحروق 

## المكونات
تناولت جرعة معيارية من ديانازين، وفقا لكتاب «كل شيء عن الإشعاع» الصادر عام 1957 في هوبارد، المكونات التالية:
- Vitamin B3 (نياسين): 200 mg
- الحديد (غلوكونات الحديد): 10 حبات (600 mg)
- فيتامين B1 (ثيامين): 25 mg
- فيتامينB2 (ريبوفلافن): 50 mg
- فيتامين C (حمض الاسكوربك): 200–500 mg
- الكالسيوم (فوسفات ثنائي الكالسيوم): 15-20 حبات (1000–1300 mg) [1]